# MobileHCI

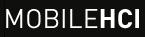
Logo der MobileHCI 2008

Die ACM Conference on Human-Computer-Interaction with Mobile Devices and Services (MobileHCI) ist eine wissenschaftliche Konferenzserie, die sich mit der Interaktion zwischen Menschen und Computern im mobilen Kontext beschäftigt. Sie wird im Allgemeinen als die renommierteste Konferenz auf dem Gebiet der mobilen Mensch-Computer-Interaktion angesehen. 2006 bewertete der australische Verband Computing Research and Education Association of Australasia die Konferenz als erstklassig (A class) und hatte eine Annahmequote von 25 %. Die MobileHCI wird von der ACM SIGCHI, einer Special-Interest-Group veranstaltet, die sich mit Mensch-Maschine-Interaktion beschäftigt und ACM SIGMOBILE, die sich mit der Mobilität von Systemen, Benutzern, Daten und Computing beschäftigt. Die MobileHCI findet seit 1998 jährlich statt.

## Geschichte
Die MobileHCI Serie begann 1998 als eigenständiger Workshop mit dem Thema Mensch-Maschine Interaktion mit mobilen Geräten. Sie wurde von Chris Johnson an der Universität Glasgow organisiert. Im folgenden Jahr wurde der Workshop in Verbindung mit der Konferenz Interact ausgerichtet und von Stephen Brewster sowie Mark Dunlop organisiert. Im Jahr 2001 wurde die MobileHCI erneut von Brewster und Dunplop in Verbindung mit einer großen Konferenz organisiert, in diesem Jahr in Verbindung mit der IHM-HCI in Lille, Frankreich.
Im Jahr 2002 wurde die MobileHCI als eigenständiges Symposium unabhängig von einer großen Konferenz von Fabio Paternò in Pisa ausgerichtet. Im darauffolgenden Jahr organisierte sie Luca Chittaro in Udine, Italien. Im Jahr 2004 wurde die MobileHCI erneut Brewster und Dunlop an der Universität Strathclyde ausgerichtet. In den folgenden Jahren wurde die Konferenz in Österreich, Finnland und Singapur veranstaltet.
Die MobileHCI 2008 wurde von Henri ter Hofte und Ingrid Mulder vom Telematica Instituut in den Niederlanden organisiert. Sie fand im Kongresszentrum des Königlichen Tropeninstituts in Amsterdam statt. 2009 wurde die MobileHCI von Reinhard Oppermann von Fraunhofer-Institut für Angewandte Informationstechnik ausgerichtet. Sie fand im Hauptgebäude der Universität in Bonn statt. Die 12. MobileHCI Konferenz 2010 fand in Lissabon, Portugal, am 7.–10. September unter dem Motto a mobile world for all statt und wurde von Marco de Sá und Luís Carriço von der Universität Lissabon organisiert. 2011 wird die MobileHCI in Stockholm stattfinden und vom Mobile Life Centre ausgerichtet.

## Themen
In den Anfängen der Konferenzserie waren die vorgegebenen Themen im Vergleich zu den folgenden Jahren noch wenig spezifisch. Im Laufe der Zeit wurde die Liste an vorgegebenen Themen umfassender und detaillierter. Themen, die seit den Anfängen bis heute als relevant angesehen werden, sind beispielsweise akustik- und sprachbasierte Interaktion, das Design von Webseiten für mobile Endgeräte, Evaluationstechniken für mobile Geräte und Dienste sowie multimodale Benutzungsschnittstellen. Im Laufe der Jahre kamen weitere Themen hinzu. Beispiele hierfür sind Wearable Computing, mobile soziale Netzwerke und, seit 2008 in der Themenliste, Studien die die Verwendung mobiler Geräte durch besondere Nutzergruppen untersuchen.

## Workshops
Im Vorfeld der Konferenz werden seit 2002 Workshops veranstaltet, die sich auf spezifische Themen konzentrieren. Um an einem Workshop teilnehmen zu können, müssen in der Regel Beiträge eingereicht werden die während des Workshops präsentiert werden. An einem Workshop nehmen zumeist um die 20 Personen teil. Neben diesen Präsentationen wird Diskussionen ein größerer Raum als während der eigentlichen Konferenz eingeräumt. Erfolgreich durchgeführte Workshops wurden häufig in den darauffolgenden Jahren wiederholt. Beispiele hierfür sind die Workshops HCI in Mobile Guides, Mobile Interaction with the Real World (MIRW) und der Workshop on Speech in Mobile and Pervasive Environments (SiMPE).